# Сапатистское восстание
Сапатистское восстание (исп. levantamiento zapatista) было организовано леворадикальной Сапатистской армией национального освобождения (САНО) в знак протеста против вступления в силу Североамериканского соглашения о свободной торговли (НАФТА). 
Оно началось в мексиканском штате Чьяпас 1 января 1994 года и продлилось 12 дней. Восставшие занимали города и посёлки в этом штате, освобождая заключённых и уничтожая земельные кадастры. Сапатисты стремились избегать кровопролития, но ответ властей был жёстким. По итогам конфликта в Чьяпасе и спорадических боёв сапатистов с мексиканской армией и полицией при посредничестве властей и епископа Самуэля Руиса было заключено соглашение о прекращении огня.
Сапатистское восстание привлекло внимание мировой общественности. В Мехико около 100 000 человек вышли на акцию протеста против правительственных репрессий в штате Чьяпас.

## Предыстория
После расстрела студенческой демонстрации в Тлателолько в 1968 году мексиканские власти в рамках так называемой «Грязной войны» продолжили политику подавления попыток политической мобилизации или социальной организации. Несмотря на угрозу преследования со стороны правительства, в 1970-х годах в Чьяпасе начали формироваться различные крестьянские организации, а также небольшие вооружённые группировки. В попытке подавить движения сопротивления коренных жителей, местные владельцы ферм и земельных участков создавали военизированные формирования, спонсируемые правительством Мексики. Они предназначались для жёсткого реагирования на потенциальное неповиновение со стороны коренных народов. В свою очередь многие представители коренного населения в ответ на преследования сформировали свои небольшие вооружённые группировки, одной из которых и была Сапатистская армия национального освобождения (САНО).
До начала сапатистского восстания коренные жители Чьяпаса обычно придерживались законных способов протеста, таких как демонстрации и шествия. Подобные акции, как правило, не способствовали урегулированию поднимавшихся протестующими вопросов со стороны бюрократии. Также подавались петиции с призывом к властям Мексики вернуть коренным народам доступ к захваченным землям. Даже в случае удачного для подаваших рассмотрения государство удовлетворяло эти ходатайства с административными проволочками и неохотно шло против интересов сельских элит.
Карлос Салинас, вступивший в должность президента Мексики в 1988 году, внёс изменения в статью 27 Конституции Мексики которые положили конец перераспределению земель в пользу эхидо и позволили осуществить широкомасштабную передачу земель сельских общин коренных народов многонациональным продовольственным корпорациям.
За год до восстания САНО назначила субкоманданте Маркоса идеологическим лидером своего движения, а также планировала объявить войну мексиканскому государству. Маркос отличался от большинства участников восстания, тем что был метисом, а не индейцем. 1 января 1994 года, в день вступления в силу соглашения НАФТА, САНО объявила войну мексиканскому государству в знак протеста против его реализации.

## Ход восстания
В день начала восстания некоторые представители народов цоцили, цельтали, тохолабали и чоли атаковали административные центры, такие как мэрии, во многих городах штата Чьяпас, включая Сан-Кристобаль-де-лас-Касас, Альтамирано, Лас-Маргаритас, Окосинго и Чаналь. В ходе нападения на Сан-Кристобаль-де-лас-Касас сапатисты освободили из тюрем 230 заключённых, преимущественно из числа представителей коренного населения, а также в знак протеста уничтожили земельные кадастры. В Окосинго повстанцы столкнулись с жёстким сопротивлением со стороны полиции. На подавление восстания была брошена и мексиканская армия, которая к концу недели смогла вытеснить всех повстанцев из занятых ими городов в Лакандонской сельве, где ещё в течение пяти дней продолжались бои. 12 января 1994 года мексиканское правительство объявило об окончательном прекращении огня.
Во время восстания государство использовало средства массовой информации, такие как радио и телевидение, для контроля над новостями, касавшихся сапатистов. В ответ сторонники сапатистов использовали Интернет для распространения информации о восстании не только на местном уровне, но и среди международных новостных организаций. Интернет стал источником сообщений жителей Чьяпаса с мест, позволявших документировать происходящее. При этом в то время в бедных сельских общинах, поддерживавших сапатистов, Интернет не был доступен, как, впрочем, и телефонная связь с электричеством. Таким образом, вся информация, распространяемая в киберпространстве, поступала из международных сетей, солидаризировавшихся с сапатистами. Репортажи САНО писались от руки и передавались журналистам.

## Последствия

### На уровне государства
После прекращения огня мексиканские власти назначили Мануэля Камачо уполномоченным по примирению мексиканского государства и сапатистов. 21 февраля 1994 года в Сан-Кристобаль-де-лас-Касасе он при посредничестве епископа Самуэля Руиса встретился с представителями САНО для обсуждения мирного соглашения. 12 июня сапатисты отклонили предложения правительства. Мирные переговоры были сорваны также из-за захода мексиканской армии на территории, занятые сапатистами в феврале 1995 года. В феврале 1996 года всё-таки был заключён окончательный договор между властями и сапатистами, известный как Соглашения Сан-Андреса.
Сапатистское восстание имело долгосрочное влияние на политическое развити Мексики, включая растущую демократизацию государства как следствие усиления мексиканского гражданского общества. После восстания граждане продолжали активно включаться в борьбу за права человека, демократию, доступность здравоохранения и образования в Мексике. С 1994 по 1999 год милитаризация Чьяпаса возросла более чем на 200 %, вероятно, в результате стремления государства подавить попытки сопротивления со стороны коренного населения, подобные восстанию сапатистов.
Однако мексиканское правительство не смогло в полной мере удовлетворить устремления коренных народов к независимости и требования сапатистов. С 1994 по 2003 год члены и сторонники движения сапатистов продолжали проводить акции протеста, перекрывать дороги, захватывать земли и организовывать забастовки. Первоначально согласованный между сапатистами и правительством Мексики в 1996 году, но принятый только в 2001 году, Законопроект о правах коренных народов 2001 года содержал большие обещания удовлетворить многие требования сапатистов по улучшению условий автономии и прав коренных народов. Однако внесённые в последний момент перед принятием изменения в законопроект смягчали обязательства государства перед этими требованиями, в этом некоторые лидеры коренных народов увидели ещё один способ отказа властей от обещаний, которые они давали для прекращения протестов представителей коренных народов. По их мнению такая политика со стороны властей не предполагала долгосрочных системных изменений. Многие члены САНО и их сторонники сравнили её с Соглашениями Сан-Андреса, указывая на невыполнение требований коренных народов.

### На уровне сапатистов
Сапатистская армия национального освобождения в штате Чьяпас создала автономные муниципалитеты, находившиеся под контролем повстанцев-сапатистам. В 2003 году было создано пять караколей (организационных регионов), а в 2019 году — ещё семь. Основная деятельность этих образований заключалась в создании инфраструктуры народной демократии, коллективном контроле над землёй, системами здравоохранения и образования, а также расширения прав женщин.
Движение сапатистов вышло за рамки восстания 1994 года и стало международным движением солидарности, а также примером и источником вдохновения для массовых общественных движений по всему миру, включая движение Occupy в США в 2011 году и протесты в 2014 году после исчезновения 43 студентов сельского педагогического колледжа в Мексике. Сапатистское движение, активное в борьбе за права женщин, провозгласило разрушение патриархата в качестве своей важнейшей цели, которая с течением времени занимает всё более центральное место в их философии. Сапатисты вдохновили движения, стремящиеся разрушить патриархат, путём революционного привлечения женщин к борьбе за свои права. В марте 2018 года сапатисты организовали «Международную встречу женщин, которые борются» в караколе Морелия в штате Чьяпас. В ней участвовали женщины из более чем 50 стран. В течение трёх дней они обсуждали вопросы по усилению солидарности, собственного влияния и обучению друг друга по таким темам, как изменение климата, тюремные заключения, гендерное насилие, профсоюзные движения и права коренных народов. Подобные объединения и проявления международной солидарности и взаимопомощи между активистами, вдохновляемые и координируемые сапатистами, иногда называют «международным сапатизмом». Сторонники движения провозглашают борьбу за справедливость, свободу от государственного, политического и экономического гнёта. Сапатисты стали глобальным символом борьбы за свободу коренных народов.

## В культуре
События восстания сапатистов вдохновили американскую группу Rage Against the Machine на написание песни «People of the Sun».